# Prusinowice (powiat pabianicki)
Prusinowice – wieś w Polsce, położona w województwie łódzkim, w powiecie pabianickim, w gminie Lutomiersk, na Wysoczyźnie Łaskiej.
| SIMC    | Nazwa     | Rodzaj    |
| ------- | --------- | --------- |
| 0706059 | Borek     | część wsi |
| 0705841 | Folusz    | część wsi |
| 0705858 | Kajetanów | część wsi |
| 0705864 | Kwirynów  | część wsi |
| 0706065 | Pole      | część wsi |

W latach 1975–1998 wieś należała administracyjnie do województwa sieradzkiego.